# Yên Phương, Yên Lạc
Yên Phương là một xã thuộc huyện Yên Lạc, tỉnh Vĩnh Phúc, Việt Nam.
Xã có diện tích 5,42 km², dân số năm 1999 là 8.341 người, mật độ dân số đạt 1.539 người/km².

## Đình Yên Thư
Đình làng Yên Thư thuộc xã Yên Phương huyện Yên Lạc tỉnh Vĩnh Phúc. Đình Yên Thư thờ Vua Đinh Tiên Hoàng Đế, người anh hùng trên đường đánh dẹp sứ quân Nguyễn Khoan (ở chùa Biện Sơn ngày nay) đã truyền dạy võ công cho dân làng. Hàng năm vào dịp áp tết, ở làng Yên Thư có nghi lễ "chợ mục đồng" rất nổi tiếng dành cho trẻ chăn Trâu xưa. Ca dao Vĩnh Phúc có câu:
Đinh Xá có đình có chùa
Yên Thư tế lễ rước vua về thờ.
Gắn liền với di tích thờ Vua Đinh Tiên Hoàng ở làng Yên Thư là lễ hội "Chợ Mục Đồng" là hội chợ dành riêng cho "trẻ mục đồng" vào ngày 28 tháng Chạp hằng năm. Sáng ngày 28, trẻ "mục đồng" mặc quần áo mới rủ nhau đi họp chợ. Cũng như người lớn, các em bày bán đủ loại mặt hàng như gà vịt, mũ nón, bánh trái... Chợ Mục Đồng họp trên một khoảng đất trống, cũng người mua, người bán, khung cảnh ồn ào, tấp nập như một phiên chợ thật sự.